# Montecassiano
Montecassiano település Olaszországban, Marche régióban, Macerata megyében. Lakosainak száma 6822 fő (2023. január 1.). Montecassiano Appignano, Macerata, Recanati és Montefano községekkel határos.

## Népesség
A település lakossága az elmúlt években az alábbi módon változott:
| Lakosok száma | 7116 | 7080 | 6822 |
|               | 2017 | 2018 | 2023 |